# Alchemilla philonotis
Alchemilla philonotis es una especie de planta del género Alchemilla, perteneciente a la familia Rosaceae.

## Taxonomía
Alchemilla philonotis fue descrita por S. E. Fröhner en 1985.

## Distribución
Se encuentra en el territorio de Austria.